# 加布里埃拉·斯沃博多娃
加布里埃拉·斯沃博多娃（捷克語：Gabriela Svobodová，1953年2月27日—），捷克女子越野滑雪运动员。她曾代表捷克斯洛伐克参加1976年、1980年和1984年冬季奥林匹克运动会越野滑雪比赛，获得一枚银牌。